# Vluchtstrook (lied)
Vluchtstrook is een lied van het Nederlandse dj-trio Kris Kross Amsterdam, zanger Antoon en zangeres Sigourney K. Het werd in 2021 als single uitgebracht en stond in 2023 als veertiende track op het album Engel van Antoon en als dertiende track op het album Echte meisjes huilen niet van Sigourney K.

## Achtergrond
Vluchtstrook is geschreven door John Farrar, Brahim Fouradi, Carlos Vrolijk, Jordy Huisman, Sander Huisman, Sigourney Korper, Yuki Kempees, Valentijn Verkerk en Kevin Bosch en geproduceerd door Kris Kross Amsterdam, Antoon en Project Money. Het is een bewerking van Have You Never Been Mellow van Olivia Newton-John uit 1975, welke eerder door de Party Animals in 1995 werd bewerkt naar Have You Ever Been Mellow. Het is een nummer dat gaat over een lastige relatie en het redden daarvan. Het is de eerste keer dat de artiesten met elkaar samenwerken, waar ze alle drie wel al grote hits hebben gehad. De single heeft in Nederland de driedubbele platinastatus.
Voor het Vlaamse publiek, werd een andere versie gemaakt, waar het woord vluchtstrook werd vervangen met pechstrook, het Vlaamse equivalent. De originele versie was echter daar degene die op de radio's werd gedraaid. Door het dj-duo Sound Rush werd in 2022 een officiële remix gemaakt.

## Hitnoteringen
De artiesten hadden groot succes met het lied in zowel Nederland als België. In de Nederlandse Single Top 100 piekte het bovenaan de lijst. Het stond twee weken op de eerste plaats van de in totaal 95 weken dat het in de lijst stond. De piekpositie in de Nederlandse Top 40 was de tweede plaats in de 24 weken dat het in deze hitlijst te vinden was. Het kwam eveneens tot de tweede plek van de Vlaamse Ultratop 50 en stond er dertig weken in.

### Nederlandse Top 40
| Hitnotering: 04-12-2021 t/m 14-05-2022 | Hitnotering: 04-12-2021 t/m 14-05-2022 | Hitnotering: 04-12-2021 t/m 14-05-2022 | Hitnotering: 04-12-2021 t/m 14-05-2022 | Hitnotering: 04-12-2021 t/m 14-05-2022 | Hitnotering: 04-12-2021 t/m 14-05-2022 | Hitnotering: 04-12-2021 t/m 14-05-2022 | Hitnotering: 04-12-2021 t/m 14-05-2022 | Hitnotering: 04-12-2021 t/m 14-05-2022 | Hitnotering: 04-12-2021 t/m 14-05-2022 | Hitnotering: 04-12-2021 t/m 14-05-2022 | Hitnotering: 04-12-2021 t/m 14-05-2022 | Hitnotering: 04-12-2021 t/m 14-05-2022 | Hitnotering: 04-12-2021 t/m 14-05-2022 | Hitnotering: 04-12-2021 t/m 14-05-2022 | Hitnotering: 04-12-2021 t/m 14-05-2022 | Hitnotering: 04-12-2021 t/m 14-05-2022 | Hitnotering: 04-12-2021 t/m 14-05-2022 | Hitnotering: 04-12-2021 t/m 14-05-2022 | Hitnotering: 04-12-2021 t/m 14-05-2022 | Hitnotering: 04-12-2021 t/m 14-05-2022 |
| Week:                                  | 1                                      | 2                                      | 3                                      | 4                                      | 5                                      | 6                                      | 7                                      | 8                                      | 9                                      | 10                                     | 11                                     | 12                                     | 13                                     | 14                                     | 15                                     | 16                                     | 17                                     | 18                                     | 19                                     | 20                                     |
| -------------------------------------- | -------------------------------------- | -------------------------------------- | -------------------------------------- | -------------------------------------- | -------------------------------------- | -------------------------------------- | -------------------------------------- | -------------------------------------- | -------------------------------------- | -------------------------------------- | -------------------------------------- | -------------------------------------- | -------------------------------------- | -------------------------------------- | -------------------------------------- | -------------------------------------- | -------------------------------------- | -------------------------------------- | -------------------------------------- | -------------------------------------- |
| Positie:                               | 29                                     | 8                                      | 4                                      | 3                                      | 2                                      | 2                                      | 2                                      | 2                                      | 2                                      | 3                                      | 3                                      | 3                                      | 3                                      | 4                                      | 5                                      | 5                                      | 6                                      | 10                                     | 10                                     | 13                                     |
| Week:                                  | 21                                     | 22                                     | 23                                     | 24                                     |                                        |                                        |                                        |                                        |                                        |                                        |                                        |                                        |                                        |                                        |                                        |                                        |                                        |                                        |                                        |                                        |
| Positie:                               | 17                                     | 21                                     | 25                                     | 32                                     | uit                                    |                                        |                                        |                                        |                                        |                                        |                                        |                                        |                                        |                                        |                                        |                                        |                                        |                                        |                                        |                                        |

### NederlandseSingle Top 100
| Hitnotering: 04-12-2021 t/m 16-09-2023 30-09-2023 | Hitnotering: 04-12-2021 t/m 16-09-2023 30-09-2023 | Hitnotering: 04-12-2021 t/m 16-09-2023 30-09-2023 | Hitnotering: 04-12-2021 t/m 16-09-2023 30-09-2023 | Hitnotering: 04-12-2021 t/m 16-09-2023 30-09-2023 | Hitnotering: 04-12-2021 t/m 16-09-2023 30-09-2023 | Hitnotering: 04-12-2021 t/m 16-09-2023 30-09-2023 | Hitnotering: 04-12-2021 t/m 16-09-2023 30-09-2023 | Hitnotering: 04-12-2021 t/m 16-09-2023 30-09-2023 | Hitnotering: 04-12-2021 t/m 16-09-2023 30-09-2023 | Hitnotering: 04-12-2021 t/m 16-09-2023 30-09-2023 | Hitnotering: 04-12-2021 t/m 16-09-2023 30-09-2023 | Hitnotering: 04-12-2021 t/m 16-09-2023 30-09-2023 | Hitnotering: 04-12-2021 t/m 16-09-2023 30-09-2023 | Hitnotering: 04-12-2021 t/m 16-09-2023 30-09-2023 | Hitnotering: 04-12-2021 t/m 16-09-2023 30-09-2023 | Hitnotering: 04-12-2021 t/m 16-09-2023 30-09-2023 | Hitnotering: 04-12-2021 t/m 16-09-2023 30-09-2023 | Hitnotering: 04-12-2021 t/m 16-09-2023 30-09-2023 | Hitnotering: 04-12-2021 t/m 16-09-2023 30-09-2023 | Hitnotering: 04-12-2021 t/m 16-09-2023 30-09-2023 |
| Week:                                             | 1                                                 | 2                                                 | 3                                                 | 4                                                 | 5                                                 | 6                                                 | 7                                                 | 8                                                 | 9                                                 | 10                                                | 11                                                | 12                                                | 13                                                | 14                                                | 15                                                | 16                                                | 17                                                | 18                                                | 19                                                | 20                                                |
| ------------------------------------------------- | ------------------------------------------------- | ------------------------------------------------- | ------------------------------------------------- | ------------------------------------------------- | ------------------------------------------------- | ------------------------------------------------- | ------------------------------------------------- | ------------------------------------------------- | ------------------------------------------------- | ------------------------------------------------- | ------------------------------------------------- | ------------------------------------------------- | ------------------------------------------------- | ------------------------------------------------- | ------------------------------------------------- | ------------------------------------------------- | ------------------------------------------------- | ------------------------------------------------- | ------------------------------------------------- | ------------------------------------------------- |
| Positie:                                          | 11                                                | 3                                                 | 1                                                 | 1                                                 | 7                                                 | 2                                                 | 2                                                 | 3                                                 | 3                                                 | 4                                                 | 3                                                 | 4                                                 | 4                                                 | 3                                                 | 4                                                 | 4                                                 | 4                                                 | 3                                                 | 5                                                 | 5                                                 |
| Week:                                             | 21                                                | 22                                                | 23                                                | 24                                                | 25                                                | 26                                                | 27                                                | 28                                                | 29                                                | 30                                                | 31                                                | 32                                                | 33                                                | 34                                                | 35                                                | 36                                                | 37                                                | 38                                                | 39                                                | 40                                                |
| Positie:                                          | 5                                                 | 3                                                 | 5                                                 | 7                                                 | 9                                                 | 11                                                | 14                                                | 20                                                | 23                                                | 15                                                | 17                                                | 14                                                | 18                                                | 22                                                | 23                                                | 27                                                | 30                                                | 30                                                | 31                                                | 36                                                |
| Week:                                             | 41                                                | 42                                                | 43                                                | 44                                                | 45                                                | 46                                                | 47                                                | 48                                                | 49                                                | 50                                                | 51                                                | 52                                                | 53                                                | 54                                                | 55                                                | 56                                                | 57                                                | 58                                                | 59                                                | 60                                                |
| Positie:                                          | 43                                                | 43                                                | 49                                                | 48                                                | 50                                                | 48                                                | 48                                                | 45                                                | 52                                                | 50                                                | 54                                                | 57                                                | 53                                                | 49                                                | 72                                                | 66                                                | 89                                                | 29                                                | 49                                                | 56                                                |
| Week:                                             | 61                                                | 62                                                | 63                                                | 64                                                | 65                                                | 66                                                | 67                                                | 68                                                | 69                                                | 70                                                | 71                                                | 72                                                | 73                                                | 74                                                | 75                                                | 76                                                | 77                                                | 78                                                | 79                                                | 80                                                |
| Positie:                                          | 57                                                | 61                                                | 58                                                | 66                                                | 71                                                | 59                                                | 56                                                | 66                                                | 65                                                | 59                                                | 54                                                | 54                                                | 62                                                | 52                                                | 56                                                | 60                                                | 70                                                | 68                                                | 69                                                | 92                                                |
| Week:                                             | 81                                                | 82                                                | 83                                                | 84                                                | 85                                                | 86                                                | 87                                                | 88                                                | 89                                                | 90                                                | 91                                                | 92                                                | 93                                                | 94                                                |                                                   | 95                                                |                                                   |                                                   |                                                   |                                                   |
| Positie:                                          | 98                                                | 90                                                | 89                                                | 86                                                | 81                                                | 96                                                | 93                                                | 84                                                | 74                                                | 83                                                | 81                                                | 88                                                | 83                                                | 92                                                | uit                                               | 99                                                | uit                                               |                                                   |                                                   |                                                   |

### Vlaamse Ultratop 50
| Hitnotering: 29-01-2022 t/m 20-08-2022 | Hitnotering: 29-01-2022 t/m 20-08-2022 | Hitnotering: 29-01-2022 t/m 20-08-2022 | Hitnotering: 29-01-2022 t/m 20-08-2022 | Hitnotering: 29-01-2022 t/m 20-08-2022 | Hitnotering: 29-01-2022 t/m 20-08-2022 | Hitnotering: 29-01-2022 t/m 20-08-2022 | Hitnotering: 29-01-2022 t/m 20-08-2022 | Hitnotering: 29-01-2022 t/m 20-08-2022 | Hitnotering: 29-01-2022 t/m 20-08-2022 | Hitnotering: 29-01-2022 t/m 20-08-2022 | Hitnotering: 29-01-2022 t/m 20-08-2022 | Hitnotering: 29-01-2022 t/m 20-08-2022 | Hitnotering: 29-01-2022 t/m 20-08-2022 | Hitnotering: 29-01-2022 t/m 20-08-2022 | Hitnotering: 29-01-2022 t/m 20-08-2022 | Hitnotering: 29-01-2022 t/m 20-08-2022 | Hitnotering: 29-01-2022 t/m 20-08-2022 | Hitnotering: 29-01-2022 t/m 20-08-2022 | Hitnotering: 29-01-2022 t/m 20-08-2022 | Hitnotering: 29-01-2022 t/m 20-08-2022 |
| Week:                                  | 1                                      | 2                                      | 3                                      | 4                                      | 5                                      | 6                                      | 7                                      | 8                                      | 9                                      | 10                                     | 11                                     | 12                                     | 13                                     | 14                                     | 15                                     | 16                                     | 17                                     | 18                                     | 19                                     | 20                                     |
| -------------------------------------- | -------------------------------------- | -------------------------------------- | -------------------------------------- | -------------------------------------- | -------------------------------------- | -------------------------------------- | -------------------------------------- | -------------------------------------- | -------------------------------------- | -------------------------------------- | -------------------------------------- | -------------------------------------- | -------------------------------------- | -------------------------------------- | -------------------------------------- | -------------------------------------- | -------------------------------------- | -------------------------------------- | -------------------------------------- | -------------------------------------- |
| Positie:                               | 25                                     | 24                                     | 19                                     | 7                                      | 9                                      | 7                                      | 8                                      | 6                                      | 5                                      | 2                                      | 3                                      | 3                                      | 3                                      | 5                                      | 3                                      | 5                                      | 6                                      | 10                                     | 13                                     | 20                                     |
| Week:                                  | 21                                     | 22                                     | 23                                     | 24                                     | 25                                     | 26                                     | 27                                     | 28                                     | 29                                     | 30                                     |                                        |                                        |                                        |                                        |                                        |                                        |                                        |                                        |                                        |                                        |
| Positie:                               | 20                                     | 24                                     | 21                                     | 28                                     | 24                                     | 27                                     | 35                                     | 34                                     | 42                                     | 47                                     | uit                                    |                                        |                                        |                                        |                                        |                                        |                                        |                                        |                                        |                                        |